# Cascades de la Turasse
Les cascades de la Turasse (parfois appelées simplement cascades de Roquefort ou au singulier cascade de la Turasse) sont un ensemble de cascades naturelles du massif des Pyrénées, situées au pied du Plantaurel, sur la commune de Roquefort-les-Cascades, dans le département français de l'Ariège.

## Situation
Situées sur la commune de Roquefort-les-Cascades, les chutes de la Turasse sont alimentées par un ruisseau issu du bois de la Balme, rejoignant la Turègne au village de Roquefort, lui-même confluant avec le Douctouyre environ un kilomètre en aval. Les cascades sont situées sur le versant nord (ombrée) du chaînon méridional du massif du Plantaurel, orienté à cet endroit vers le nord-est.

## Description

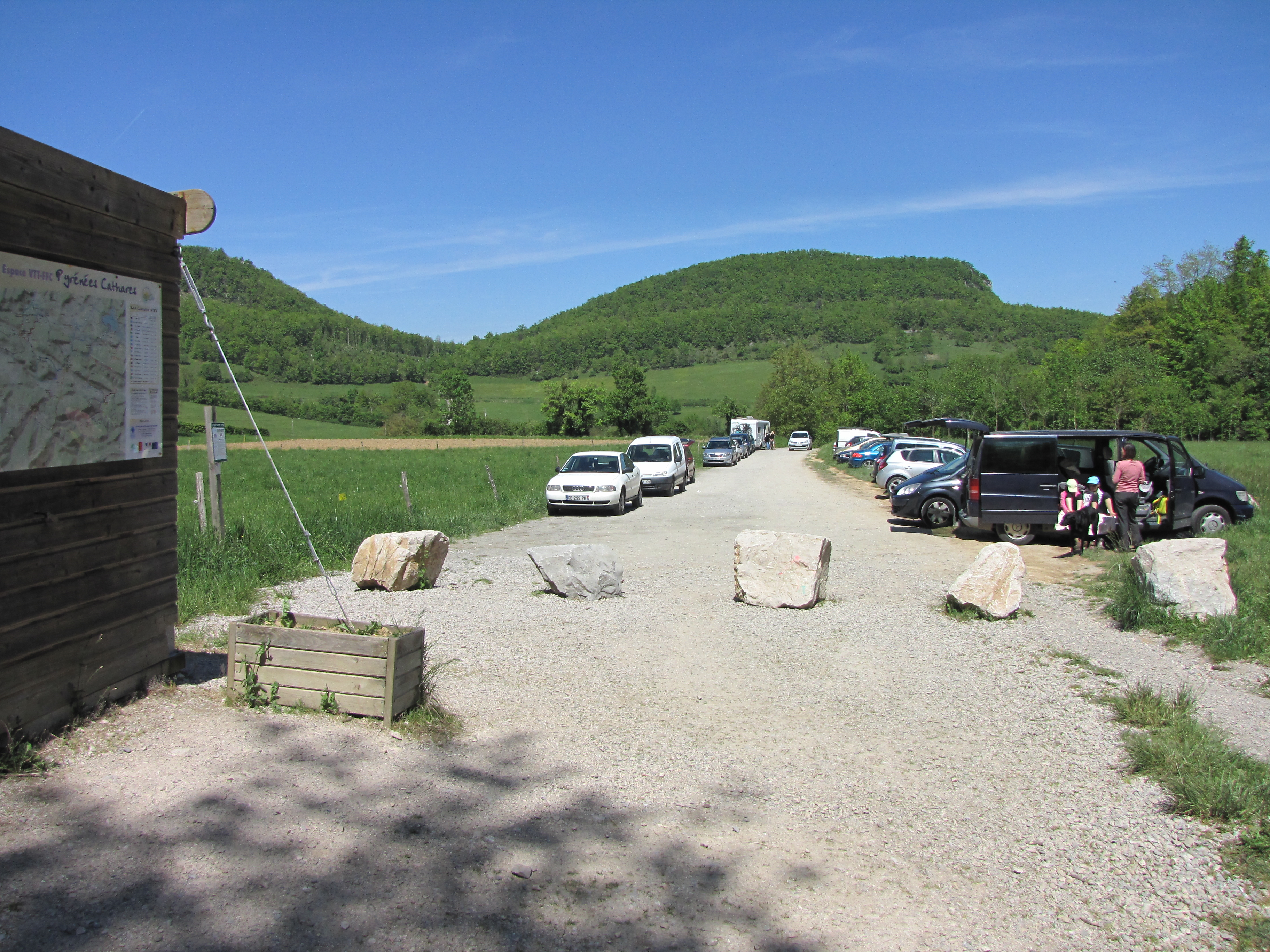
Parking des cascades.

Les cascades de la Turasse comprennent plusieurs chutes d'eau s'étageant approximativement entre 490 et 580 m d'altitude. La hauteur maximale de la cascade atteint 30 m. Les conditions climatiques contribuent régulièrement à l'arrêt de l'une ou l'autre des chutes.
Riches en calcaire, les cascades de la Turasse répondent aux critères d'une tufière (ou « cascade pétrifiante »). Les concrétions se forment au contact de l'eau saturée en calcaire, provenant du relief karstique du Plantaurel et du Pech de Foix situé en amont. La spécificité du site de la Turasse réside en la forte teneur en sulfate des eaux, du fait de la proximité de formations de gypse du Trias, renforçant encore davantage la présence du calcaire au sortir de la source. La croissance des dépôts de calcaire atteint une moyenne de 1,8 m tous les soixante ans. Le tuf a été réutilisé dans certaines constructions du bourg de Roquefort.
En hiver, la cascade peut geler.

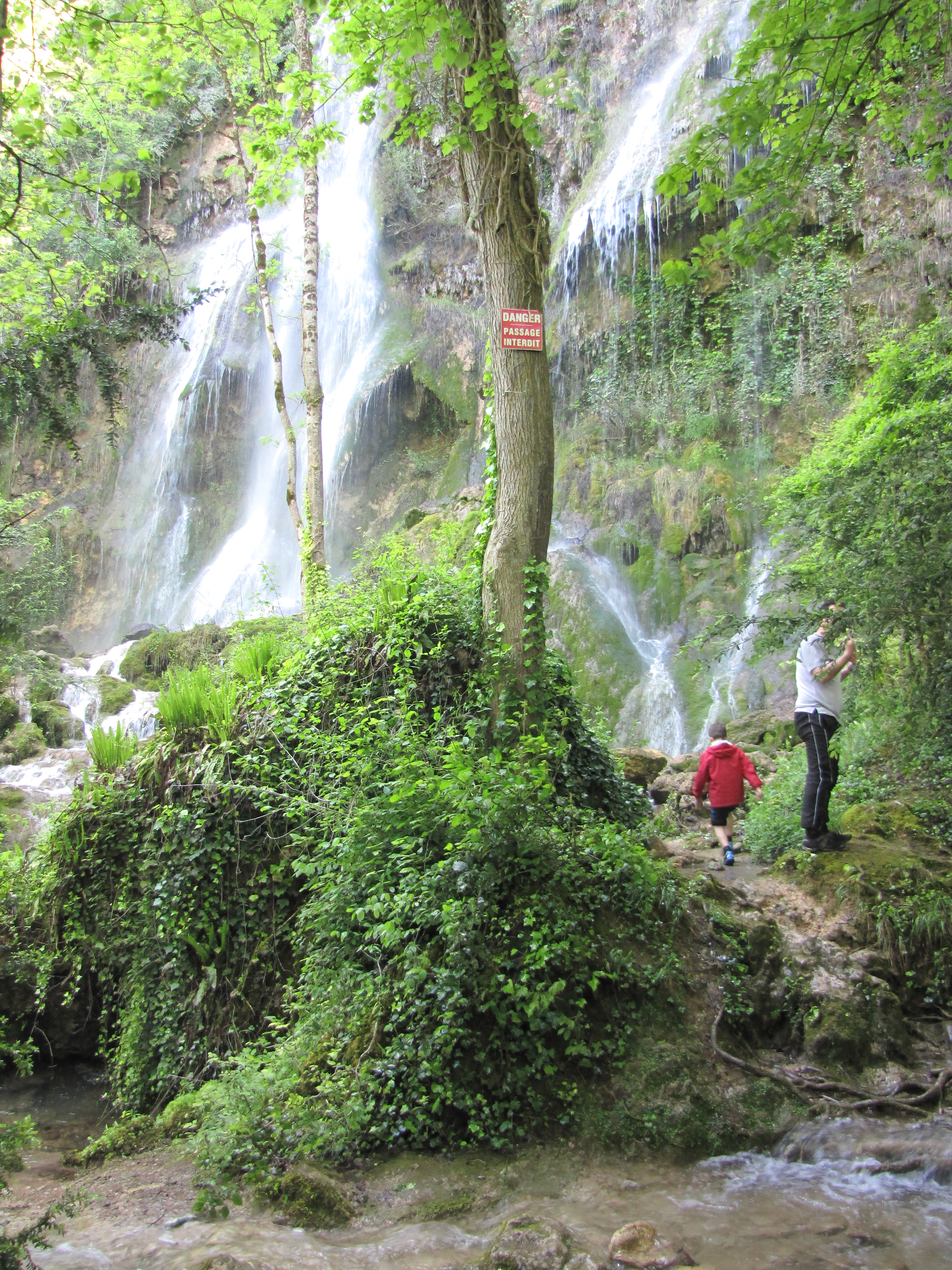
Saut supérieur.
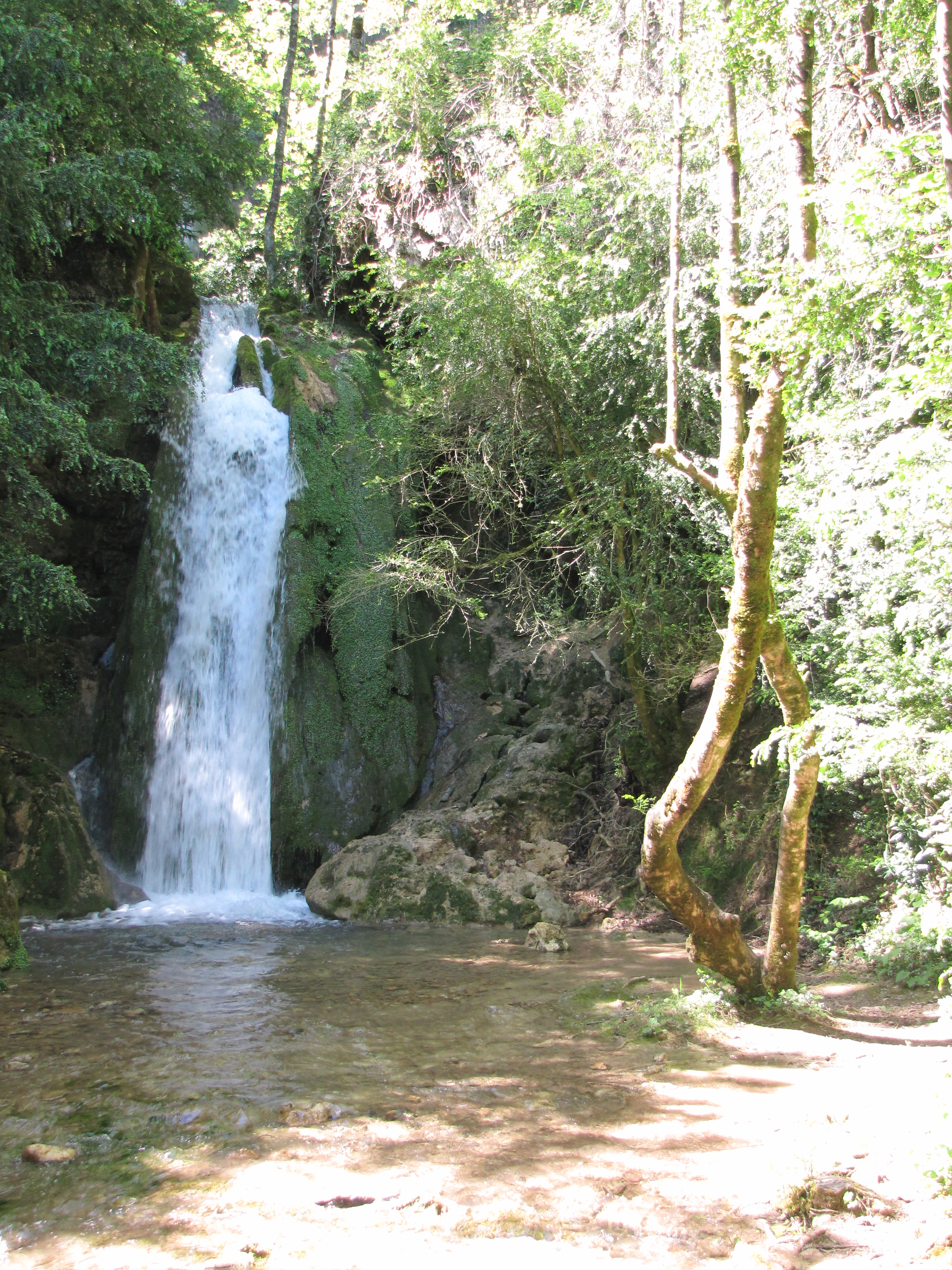
Saut intermédiaire.
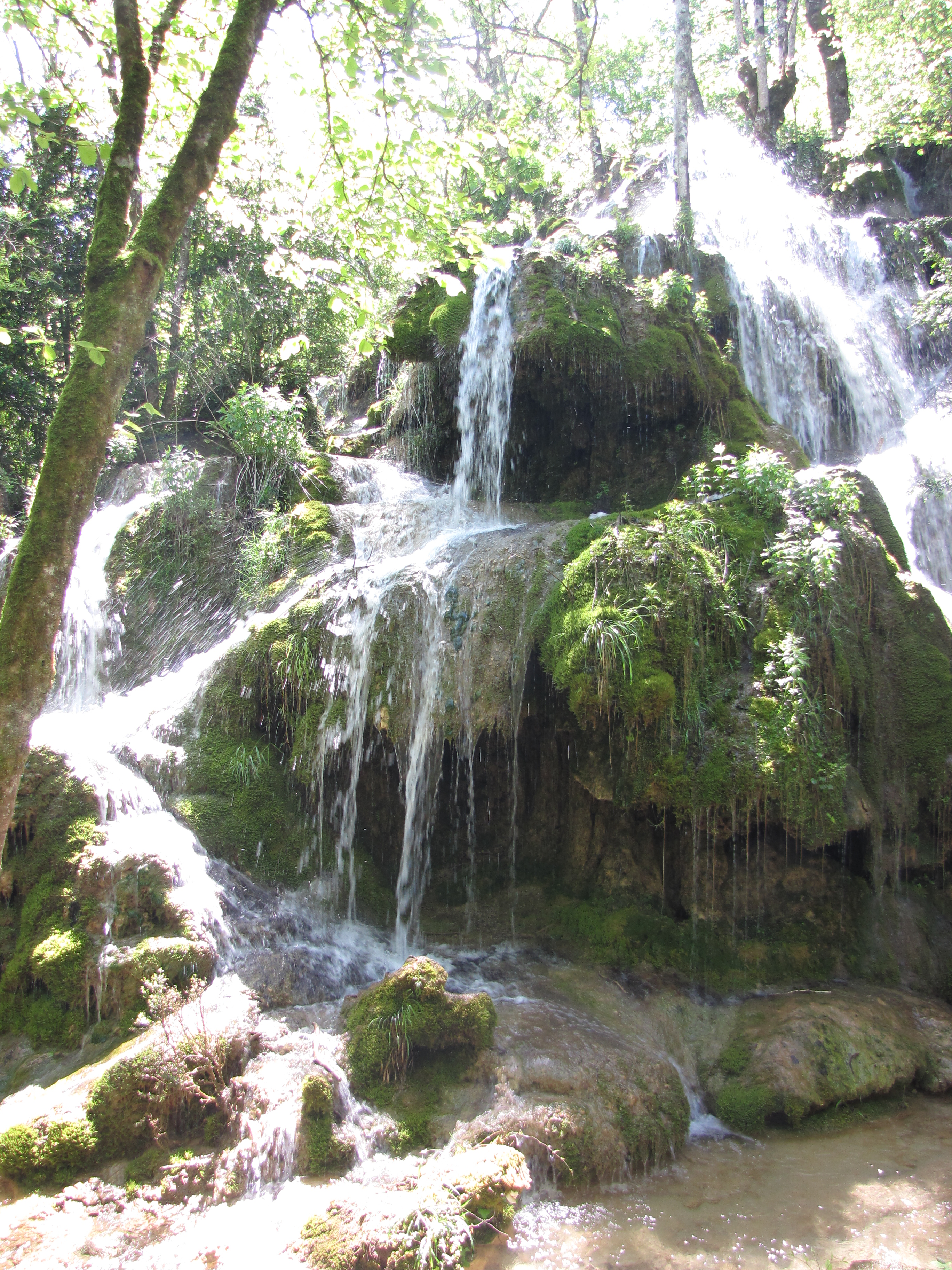
Sauts inférieurs.
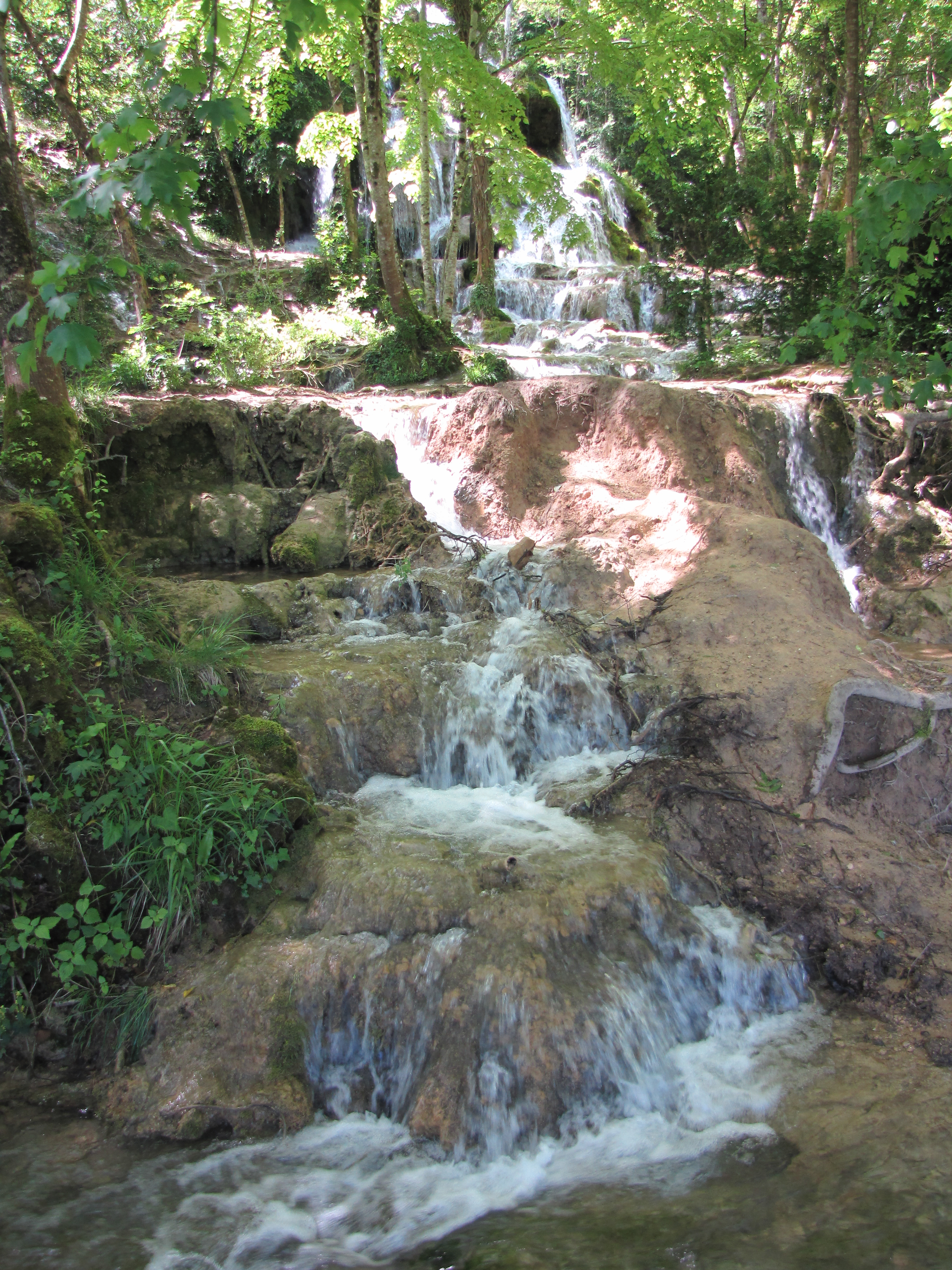
Base des cascades.
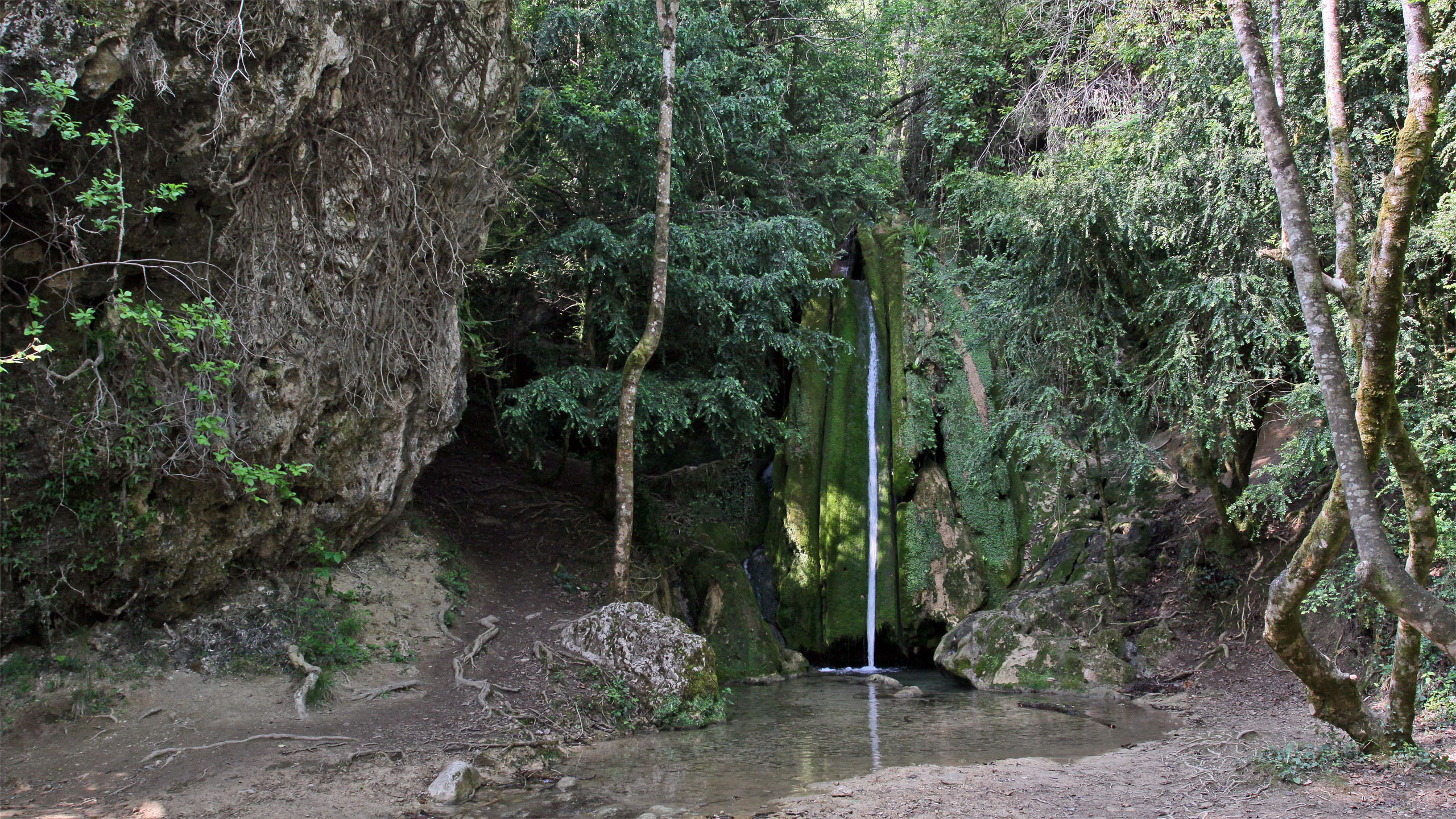
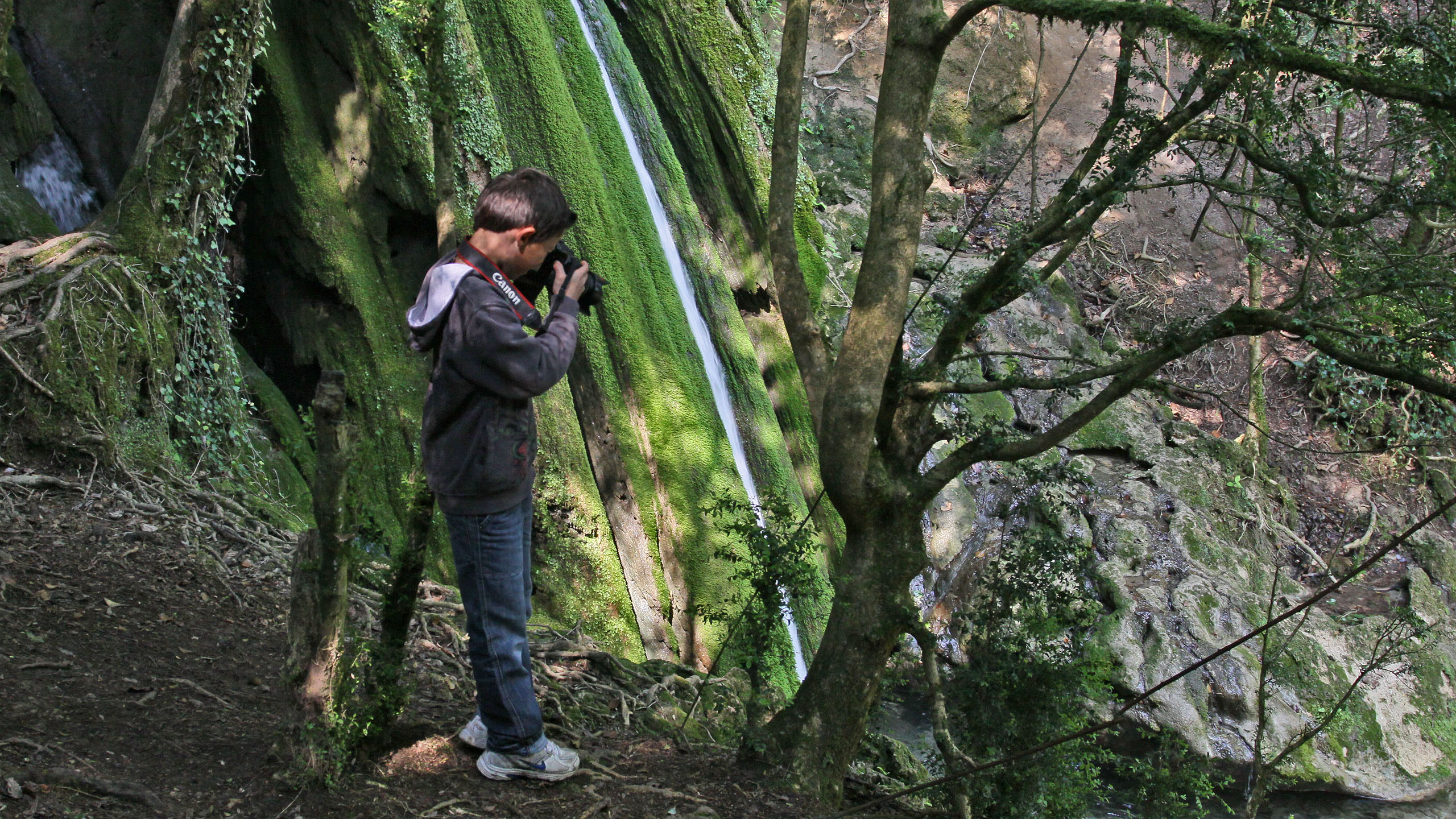

## Valorisation touristique et culturelle
Le site a été aménagé pour faciliter l'accès des visiteurs, et comprend un parking et plusieurs chemins de balade.
Les cascades accueillent ponctuellement des spectacles depuis 2017, portés par l'association culturelle Scène Envie et la compagnie La cerise sur le noyau,,.
Le site ne fait l'objet d'aucune protection réglementaire précise.